# Franck Berrier
Franck Berrier (Argentan, 2 februari 1984 – Roeselare, 13 augustus 2021) was een Franse voetballer die werd uitgespeeld als middenvelder.

## Carrière
Medio 2014 ondertekende hij een contract voor drie seizoenen bij KV Oostende. Op dat moment had Berrier al een seizoen bij de kustploeg gespeeld, op uitleenbasis. Eerder voetbalde hij voor SM Caen, AS Beauvais Oise, AS Cannes, SV Zulte Waregem, Standard Luik en daarna opnieuw bij Zulte Waregem.
Berrier werd bekend door zijn spelinzicht, zijn niet aflatende inzet en zijn vele voorzetten en assists. Meestal nam hij ook de hoekschoppen en vrije trappen. In 2012/13 bereikte hij met elf doelpunten in de heenronde de top vijf van de topschuttersranking. Na omzwervingen bij Caen, AS Beauvais Oise en Cannes, trok Berrier in 2008 naar Zulte Waregem, in de Belgische competitie, waar hij zijn doorbraak beleefde.
In mei 2010 ondertekende Berrier een contract dat hem voor drie seizoen aan Standard de Liège bond. Enkele maanden daarvoor was hij echter geblesseerd geraakt aan de ligamenten van de knie, ironisch genoeg in een wedstrijd tegen Standard. Bij de Luikenaars bereikte Berrier nooit het niveau van bij Essevee, hij speelde er weinig wedstrijden.
In januari 2012 keerde Berrier terug naar Zulte Waregem, dat hij, samen met de eveneens teruggekeerde trainer Francky Dury, wist te behoeden voor degradatie.
Met 24 voorkeurstemmen eindigde Berrier op een mooie negende plaats (gedeeld met Jérémy Perbet) in het eindklassement van de Gouden Schoen 2012. Alle stemmen verkreeg hij door zijn goede prestaties in de eerste seizoenshelft. Als beloning voor zijn uitstekende seizoen verkreeg Berrier ook 140 punten in de verkiezing van de Profvoetballer van het Jaar, en eindigde op de zesde plaats.
Ondanks enkele opvallende invalbeurten in het begin van het seizoen 2013/14, wou Berrier absoluut vertrekken aan de Gaverbeek, waar hij een gebrek aan respect voelde. Hij maakte nog vóór de wedstrijd tegen RSC Anderlecht (waarin hij het winnende doelpunt scoorde) bekend dat het zijn laatste wedstrijd zou worden voor Zulte Waregem. Op de laatste dag van de transferperiode werd Berrier voor één seizoen verhuurd, met optie tot aankoop, aan neo-eersteklasser KV Oostende, de club waar nieuwe sterke man Marc Coucke net voor een kapitaalsinjectie had gezorgd. Nadat de kustploeg zich had verzekerd van een verlengd verblijf in de hoogste afdeling, ondertekende Berrier er een contract tot medio 2017.
Op 13 augustus 2021 overleed Berrier ten gevolge van een hartstilstand tijdens het sporten op 37-jarige leeftijd.

## Statistieken
| Seizoen | Club             | Land      | Competitie           | Wed. | Goals |
| ------- | ---------------- | --------- | -------------------- | ---- | ----- |
| 2004/05 | SM Caen          | Frankrijk | Ligue 1              | 3    | 0     |
| 2005/06 | AS Beauvais Oise | Frankrijk | CFA                  | 1    | 2     |
| 2006/07 | AS Beauvais Oise | Frankrijk | CFA                  | 38   | 7     |
| 2007/08 | AS Cannes        | Frankrijk | Championnat National | 35   | 12    |
| 2008/09 | SV Zulte Waregem | België    | Jupiler Pro League   | 31   | 4     |
| 2009/10 | SV Zulte Waregem | België    | Jupiler Pro League   | 30   | 4     |
| 2010/11 | Standard Luik    | België    | Jupiler Pro League   | 9    | 0     |
| 2011/12 | Standard Luik    | België    | Jupiler Pro League   | 14   | 2     |
| 2011/12 | SV Zulte Waregem | België    | Jupiler Pro League   | 16   | 1     |
| 2012/13 | SV Zulte Waregem | België    | Jupiler Pro League   | 42   | 14    |
| 2013/14 | SV Zulte Waregem | België    | Jupiler Pro League   | 7    | 1     |
| 2013/14 | → KV Oostende    | België    | Jupiler Pro League   | 25   | 1     |
| 2014/15 | KV Oostende      | België    | Jupiler Pro League   | 36   | 3     |
| 2015/16 | KV Oostende      | België    | Jupiler Pro League   | 35   | 3     |
| 2016/17 | KV Oostende      | België    | Jupiler Pro League   | 42   | 9     |
| 2017/18 | KV Oostende      | België    | Jupiler Pro League   | 17   | 3     |
| 2018/19 | KV Mechelen      | België    | Eerste klasse B      | 0    | 0     |
| Totaal  | Totaal           | Totaal    | Totaal               | 369  | 62    |